# Dorodango

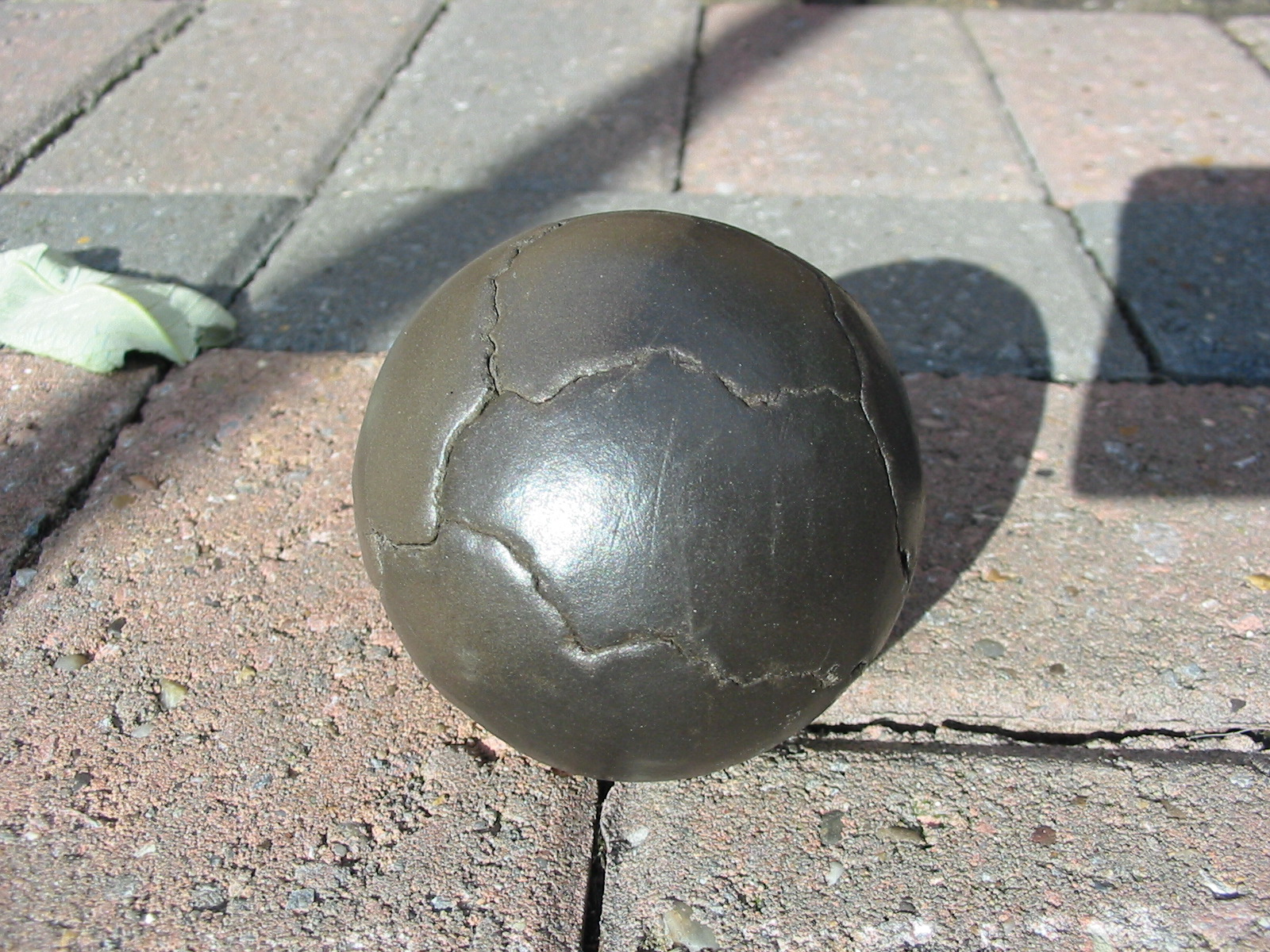
Dorodango. Bola brillant i polida

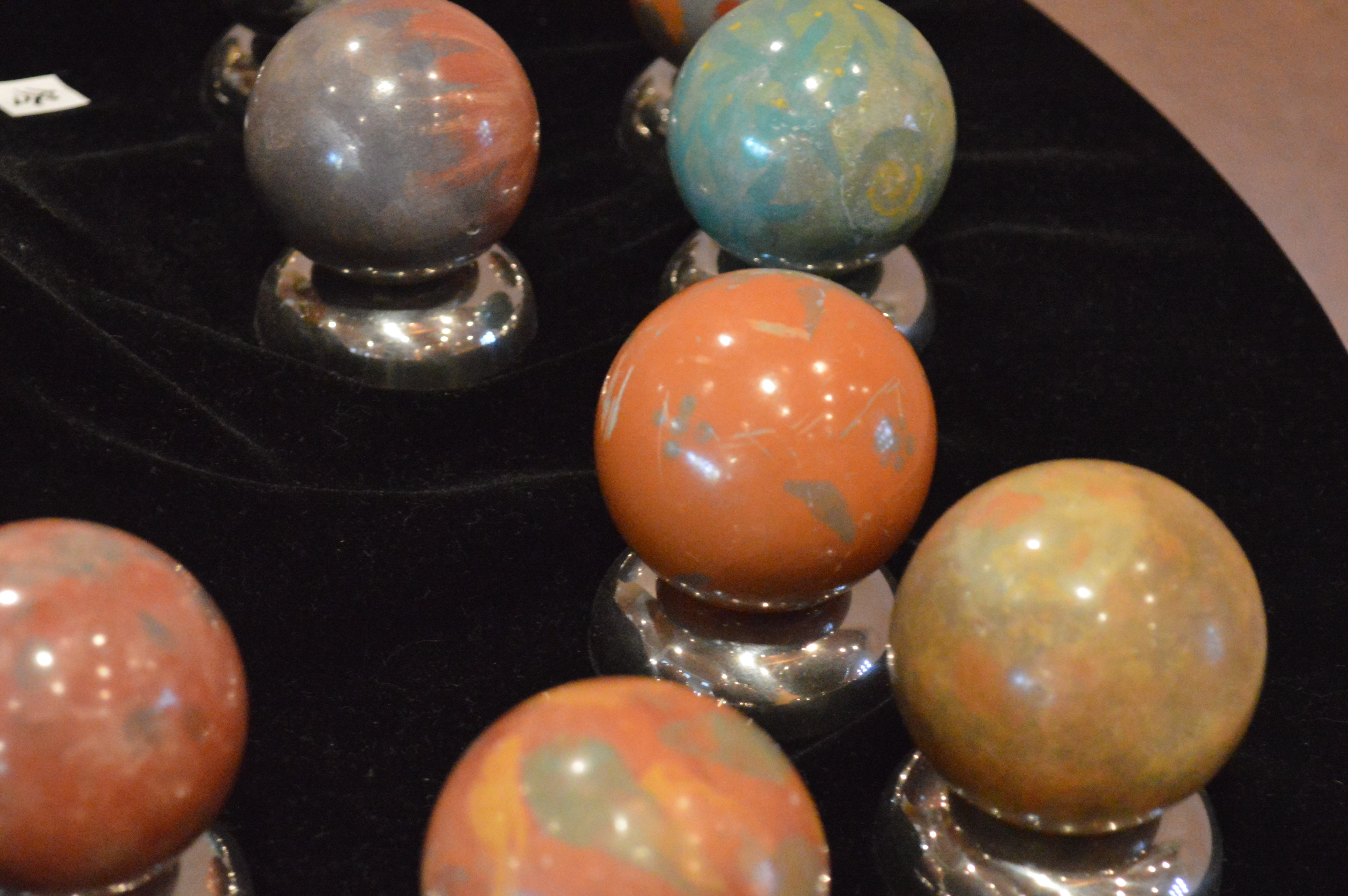
Dorodangos de colors

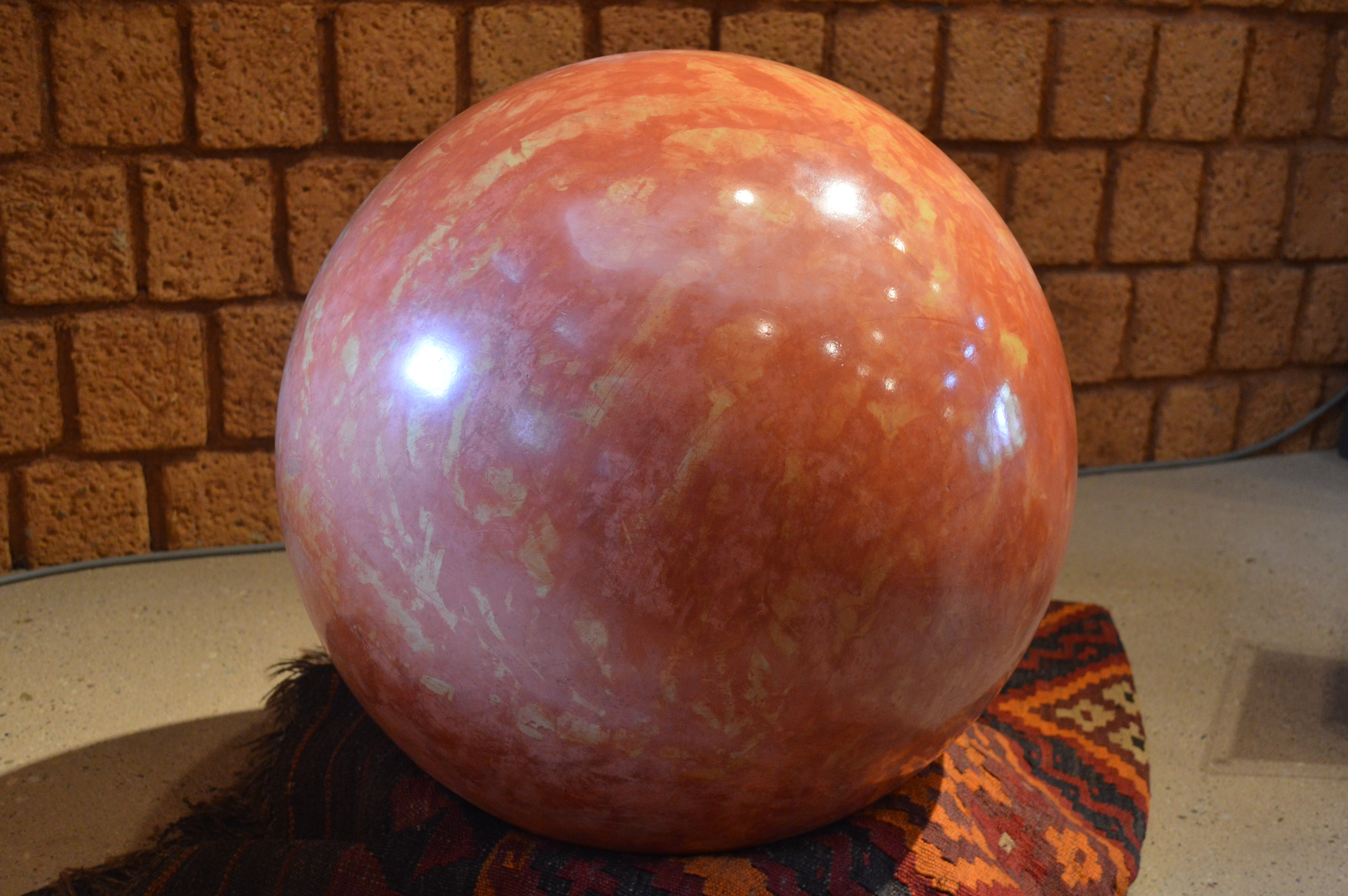
Un dels dorodangos més grossos del món (54 cm de diàmetre)

El Dorodango (en japonès: 泥だんご, literalment "Doro" és fang i "Dango" és una espècie de bola) és una tècnica escultòrica i alhora un joc japonès en el qual els participants transformen un tou de fang en una bola brillant i polida només emprant aigua i les seves pròpies mans. Els jugadors més experts fan boles que s'assemblen a bales o boles de billar.

## Tècnica
La realització d'un dorodango bàsic és un passatemps tradicional per als nens a l'escola. Hi ha diverses tècniques, però en totes elles el nucli de la bola està fet de fang bàsic modelat amb cura a mà per ser el més rodó possible. Aquest nucli es deixa assecar i després s'empolsa de manera metòdica i acurada amb un sòl finament tamisat per crear una escorça de diversos mil·límetres de gruix al voltant del nucli. Una vegada que la bola està totalment endurida, se li treu lluentor manualment i s'exhibeix. A continuació, es pot utilitzar un drap per polir suaument la superfície. Un cop completat, pot semblar una esfera de pedra polida, però encara és molt fràgil. El procés requereix diverses hores i un enfocament acurat per no trencar la pilota.

## Curiositats
A l'episodi "End with a Bang" (Episodi 113) de la sèrie del Discovery Channel MythBusters, que es va emetre per primera vegada el 12 de novembre de 2008, Adam Savage i Jamie Hyneman van investigar la veritat darrere dels refranys quotidians. Van utilitzar la tècnica del dorodango per crear esferes de fem amb l'objectiu de contrastar el mite que "no es pot polir un fem". Amb un mesurador de brillantor, van mesurar nivells de brillantor superiors al valor de 70 unitats de brillantor. Van arribar a les 106 unitats a les femtes d’estruç i a les 183 a les femtes de lleó. Per tant, van considerar que el mite era fals.
A l'episodi 14, "Footsteps", de la sèrie d'anime Your Lie in april, el personatge Tsubaki Sawabe poleix un dorodango per mostrar al protagonista, Kousei, en una seqüència de flashback. Tanmateix, es desfà en algun moment de la seqüència abans que ella pugui mostrar Kousei, representant d'aquesta manera els seus sentiments.